# Dipoenata canariensis
Dipoenata canariensis là một loài nhện trong họ Theridiidae.
Loài này thuộc chi Dipoenata. Dipoenata canariensis được Jörg Wunderlich miêu tả năm 1987.